# Art Cross
Arthur „Art“ Cross (* 24. Januar 1918 in Jersey City, New Jersey; † 15. April 2005 in LaPorte, Indiana) war ein US-amerikanischer Autorennfahrer.

## Die Anfänge
Als er 18 wurde, entschied sich Art Cross, ein Midget-Car zu kaufen. Er und ein paar seiner Freunde improvisierten auf einem selten genutzten Parkplatz eine Rennstrecke. Einige Monate später wurden sie von einem Rennstallbesitzer beobachtet, der sie nach einiger Zeit einlud, an einem Rennen in Long Island teilzunehmen. Art wurde ausgewählt, das Fahrzeug zu steuern. So startete seine Rennfahrerkarriere, die ihn auf alle Rennstrecken der damaligen USA führte.
Die meiste Zeit in seiner Midget-Karriere fuhr er Wagen für Roscoe „Pappy“ Hough. Hough besaß fünf dieser kleinen Rennwagen, das brachte seinem Rennstall den Namen „five little pigs“ (Die fünf kleinen Schweinchen) ein. Die meiste Zeit fuhren sie sechs oder sieben Nächte in der Woche.

## Der Weltkrieg
1941 wurde seine Karriere durch den Zweiten Weltkrieg unterbrochen. Die nächsten drei Jahre verbrachte er an den verschiedensten Kriegsschauplätzen in Europa. Er wurde in der Battle of Bulge verwundet und anschließend mit dem „Purple Heart“ ausgezeichnet.
Nach seiner Rückkehr bestritt Cross ziemlich schnell wieder Autorennen. Abermals startete er mit den Midget Cars und wurde immer erfolgreicher. Fast schon regelmäßig wurde er Erster oder Zweiter der Rennen. Sein Gehalt steigerte sich bald von $15 je Woche auf $30.

## Die Heirat
Nach einem Rennen in Patterson machte ihn ein gemeinsamer Bekannter mit Margaret bekannt, seiner späteren Frau. Angeblich soll er bei dem ersten Treffen zu ihr gesagt haben: “You look like the girl I want to marry.” („Du siehst aus wie das Mädchen, das ich heiraten möchte.“). Die beiden heirateten am 11. April 1946 und bekamen zwei Töchter und einen Sohn.

## Die Stock Cars
Während der späten 1940er wurden Stock-Car-Rennen in den USA immer populärer. Auch Cross fuhr mit seinen Mitstreitern aus der Midget-Szene bei diesen Rennen mit. Er beschwerte sich allerdings mehrfach darüber, dass die Stock-Car-Fahrer die „Midget-Guys“ nicht sehr hoch schätzten. Aus diesem Grunde wurden Cross und andere vorsätzlich durch Zusammenstöße und Unfälle aus den Rennen geworfen. 1949 gab er diese Art Rennen auf und zog mit seiner Familie in das LaPorte County in Indiana.

## Formel 1 und das 500-Meilen-Rennen von Indianapolis
An einem der wenigen Tage, an denen er keine eigenen Rennen fuhr, besuchte er die 35. Indianapolis 500 am Indianapolis Motor Speedway. Während er das Rennen betrachtete, soll er zu sich selbst gesagt haben: „Das kann ich auch.“ Das geschah im Mai 1951, ein Jahr später fuhr er die Indy 500. Durch einen Freund bekam er die Möglichkeit, im Wagen von Carl Scarborough Testrunden zu fahren. Er war knapp 1 Meile/Std. langsamer als Scarborough und konnte dementsprechend keinen bleibenden Eindruck hinterlassen. Allerdings verursachte Scarborough bei seinem Training einen Unfall und krachte in die Begrenzungsmauer. Cross sprach mit dem Rennstallbesitzer über sein eigenes Fahrkönnen in dieser Kurve, bekam das Cockpit und qualifizierte sich als 20. in diesem Jahr.
Cross beendete das Rennen als Fünfter und wurde zum „Rookie of the Year“ (Anfänger/Beginner des Jahres) gewählt und zog in die „Speedways Hall of Fame“ (Ruhmeshalle der besten Indy-Fahrer) ein. 1953 fuhr er einen Springfield Welding Special, der sich im Besitz der einzigen weiblichen Rennstallbesitzerin, Bessie Paoli, befand. Cross startete in der vierten Startreihe und wurde Zweiter hinter seinem Freund Bill Vukovich.
Bei seinem dritten Rennen in Indianapolis startete Cross in einem Bardahl Special von Ed Walsh. Er begann das Rennen vom 27. Startplatz und als Vukovich seinen zweiten Sieg in Folge holte, wurde Cross 11. und führte sogar für acht Runden. Im gleichen Jahr fuhr er in der Champ Car Serie noch in Darlington und Milwaukee, wo er 5. und 6. wurde.

## Das letzte Rennen
In seiner vierten und letzten Indy-Teilnahme führte er 24 Runden, bis ihm nach einer Welle im Motor brach und ihn aussichtslos zurückwarf, so dass er nur 168 Runden beendete und das Rennen aufgab. Drei Monate später fuhr er in Milwaukee und führte das Rennen bis zu einem Dreher an. Nach dem bis heute üblichen Neustart des Rennens kämpfte er sich wieder an die erste Position, bis ihm das Benzin ausging. Seine Mechaniker hatten ihm für diesen Fall zwar einen Kanister mit einer Gallone Benzin ins Auto gelegt, aber er schaffte es während der Fahrt nicht, selbst zu tanken und musste an die Box. Trotz dieses ungewöhnlichen Rennverlaufs wurde er immerhin noch Vierter.
Nach diesem Rennen beendete er seine Karriere. Gerüchten zufolge, weil sein Freund Vukovich ein Jahr vorher gestorben war, er selbst soll aber gesagt haben, dass er die Trennung von seiner Familie nicht mehr verkrafte.

## Statistik

### Indy-500-Ergebnisse
| Jahr | Startnr. | Start | Qual (km/h) | Ergebnis | Runden | Führung | Ausfall             |
| ---- | -------- | ----- | ----------- | -------- | ------ | ------- | ------------------- |
| 1952 | 44       | DNQ   |             |          |        |         |                     |
| 1952 | 33       | 20    | 216,083     | 5        | 200    | 0       |                     |
| 1953 | 33       | DNQ   |             |          |        |         |                     |
| 1953 | 16       | 12    | 220,959     | 2        | 200    | 0       |                     |
| 1954 | 6        | DNQ   |             |          |        |         |                     |
| 1954 | 45       | 27    | 223,148     | 115      | 120    | 8       | Übergabe an Parsons |
| 1955 | 99       | 24    | 223,277     | 17       | 168    | 24      | Dreher              |

| Legende  | Legende            | Legende                                                          |
| Farbe    | Abkürzung          | Bedeutung                                                        |
| -------- | ------------------ | ---------------------------------------------------------------- |
| Gold     | –                  | Sieg                                                             |
| Silber   | –                  | 2. Platz                                                         |
| Bronze   | –                  | 3. Platz                                                         |
| Grün     | –                  | Platzierung in den Punkten                                       |
| Blau     | –                  | Klassifiziert außerhalb der Punkteränge                          |
| Violett  | DNF                | Rennen nicht beendet (did not finish)                            |
| Violett  | NC                 | nicht klassifiziert (not classified)                             |
| Rot      | DNQ                | nicht qualifiziert (did not qualify)                             |
| Rot      | DNPQ               | in Vorqualifikation gescheitert (did not pre-qualify)            |
| Schwarz  | DSQ                | disqualifiziert (disqualified)                                   |
| Weiß     | DNS                | nicht am Start (did not start)                                   |
| Weiß     | WD                 | zurückgezogen (withdrawn)                                        |
| Hellblau | PO                 | nur am Training teilgenommen (practiced only)                    |
| Hellblau | TD                 | Freitags-Testfahrer (test driver)                                |
| ohne     | DNP                | nicht am Training teilgenommen (did not practice)                |
| ohne     | INJ                | verletzt oder krank (injured)                                    |
| ohne     | EX                 | ausgeschlossen (excluded)                                        |
| ohne     | DNA                | nicht erschienen (did not arrive)                                |
| ohne     | C                  | Rennen abgesagt (cancelled)                                      |
| ohne     | keine WM-Teilnahme |                                                                  |
| sonstige | P/fett             | Pole-Position                                                    |
| sonstige | 1/2/3/4/5/6/7/8    | Punktplatzierung im Sprint-/Qualifikationsrennen                 |
| sonstige | SR/kursiv          | Schnellste Rennrunde                                             |
| sonstige | *                  | nicht im Ziel, aufgrund der zurückgelegten Distanz aber gewertet |
| sonstige | ()                 | Streichresultate                                                 |
| sonstige | unterstrichen      | Führender in der Gesamtwertung                                   |